# 2011年热带风暴李
热带风暴李（英語：Tropical Storm Lee）是2011年大西洋飓风季形成的第十五个热带气旋，也是第十二场获命名的风暴。